# Cytaea lepida
Cytaea lepida là một loài nhện trong họ Salticidae.
Loài này thuộc chi Cytaea. Cytaea lepida được Wladislaus Kulczynski miêu tả năm 1910.